# Illumination
«Illumination» — п'ятий студійний альбом норвезького готик-метал-гурту Tristania. Реліз відбувся 22 січня 2007.

## Список композицій
| #     | Назва                   | Автор слів        | Автор музики                                | Тривалість |
| ----- | ----------------------- | ----------------- | ------------------------------------------- | ---------- |
| 1.    | «Mercyside»             | Østen Bergøy      | Anders Hidle, Einar Moen, Waldemar Sorychta | 4:39       |
| 2.    | «Sanguine Sky»          | Kjartan Hermansen | Hidle, Moen                                 | 3:50       |
| 3.    | «Open Ground»           | Bergøy            | Hidle, Moen                                 | 4:40       |
| 4.    | «The Ravens»            | Bergøy            | Hidle, Moen                                 | 5:06       |
| 5.    | «Destination Departure» | Moen              | Hidle, Moen                                 | 4:34       |
| 6.    | «Down»                  | Bergøy            | Hidle, Moen                                 | 4:32       |
| 7.    | «Fate»                  | Bergøy            | Hidle, Moen                                 | 4:59       |
| 8.    | «Lotus»                 | Bergøy            | Hidle, Moen                                 | 5:08       |
| 9.    | «Sacrilege»             | Moen              | Hidle, Moen                                 | 4:15       |
| 11.   | «Deadlands»             | Bergøy            | Hidle, Moen                                 | 6:39       |
| 48:25 |                         |                   |                                             |            |

| Європейське видання | Європейське видання | Європейське видання | Європейське видання | Європейське видання |
| #                   | Назва               | Автор слів          | Автор музики        | Тривалість          |
| ------------------- | ------------------- | ------------------- | ------------------- | ------------------- |
| 10.                 | «In the Wake»       | Bergøy              | Hidle, Moen         | 4:08                |
| 52:33               |                     |                     |                     |                     |

| Північноамериканське видання | Північноамериканське видання | Північноамериканське видання | Північноамериканське видання | Північноамериканське видання |
| #                            | Назва                        | Автор слів                   | Автор музики                 | Тривалість                   |
| ---------------------------- | ---------------------------- | ---------------------------- | ---------------------------- | ---------------------------- |
| 10.                          | «Ab Initio»                  | Bergøy                       | Hidle, Moen                  | 5:43                         |
| 54:08                        |                              |                              |                              |                              |

## Чарти
| Чарт (2007)         | Місце |
| ------------------- | ----- |
| German Albums Chart | 71    |

## Учасники запису
- Вібеке Стене – жіночий вокал
- Естен Бергйой – чоловічий вокал
- Андерс Хойвік Хідле – гітари
- Ейнар Моен – клавіші
- Свейн Терьє Сольванг – ритм-гітара
- Руне Естерхус – бас-гітара
- Кеннет Олссон – ударні